# Michael Dapaah
Michael Dapaah (sinh tháng 1 năm 1991) là một diễn viên, rapper và nghệ sĩ hài người Anh gốc Ghana được biết tới nhiều nhất qua hình tượng nhân vật rapper giả tưởng Big Shaq (còn có tên là Roadman Shaq). Anh cũng được biết tới qua bộ phim tài liệu hài SWIL (Somewhere in London), tập trung vào bốn nhân vật và hành trình đi đến thành công của họ.

## Sự nghiệp
Dapaah bắt đầu sự nghiệp của mình qua các kịch hài ngắn trên mạng, sau đó được chuyển thể thành một series phim tài liệu hài trên YouTube có tên là SWIL (Somewhere in London), thu hút được hơn 1 triệu lượt xem tập đầu tiên.

### "Man's Not Hot"
Dapaah nhanh chóng được công chúng chú ý khi xuất hiện trên chương trình "Fire in the Booth" của Charlie Sloth trên BBC Radio 1Xtra. Đoạn rap hài hước "Man's Not Hot" của anh (với phần nhạc được trích từ bài hát "Let's Lurk" năm 2016 của 67 và Giggs) đã trở thành một meme lan truyền nhanh, và phiên bản thu âm phòng thu của bài hát được phát hành ngày 22 tháng 9 năm 2017. Video âm nhạc của bài hát được phát hành bởi chính Dapaah vào ngày 26 tháng 10 cùng năm; trong đó có sự xuất hiện của các khách mời Waka Flocka Flame, Lil Yachty, nhóm nhạc rap Hà Lan Broederliefde và DJ Khaled, người đã gọi nhân vật của Dapaah là "huyền thoại".

## Danh sách đĩa nhạc

### Đĩa đơn

#### Chính
| "Balance" (với tên MC Quakez; hợp tác với Shakes)                                     | 2017 | —  | —  | —  | —  | —  | —  | —  | —  | —  | —  | | Đĩa đơn không album |
| "Man's Not Hot" (với tên Big Shaq)                                                    | 2017 | 3  | 28 | 33 | 21 | 26 | 20 | 23 | 22 | 15 | 41 | - BPI: Bạch kim - BEA: Vàng - ARIA: Bạch kim - BVMI: Vàng - IFPI: Vàng - GLF: Bạch kim - RMNZ: Vàng | Đĩa đơn không album |
| "Man Don't Dance" (với tên Big Shaq)                                                  | 2018 | 78 | —  | —  | —  | —  | —  | —  | —  | —  | —  | | Đĩa đơn không album |
| Ký hiệu "—" chỉ bản thu không được xếp hạng hoặc không được phát hành tại khu vực đó. |      |    |    |    |    |    |    |    |    |    |    | |                     |

#### Hợp tác
| Tựa đề                                                  | Năm  | Album               |
| ------------------------------------------------------- | ---- | ------------------- |
| "The Ting Go Challenge" (DJ Flex hợp tác với MC Quakez) | 2017 | Đĩa đơn không album |